# Tania Marie Lincoln
Tania Marie Lincoln (* 1972) ist eine deutsche Psychologin.

## Leben
Sie erwarb 1999 das Diplom in Psychologie an der Universität Marburg, 2003 den Dr. rer. nat. bei Winfried Rief und Gert Sommer in Psychologie in Marburg und die Venia legendi für Klinische Psychologie und Psychotherapie an der Philipps-Universität Marburg 2008. Seit 2011 ist sie Professorin (W3) für Klinische Psychologie und Psychotherapie an der Universität Hamburg.

## Schriften (Auswahl)
- mit Cornelia Exner: Neuropsychologie schizophrener Störungen. Göttingen 2012, ISBN 978-3-8017-2175-6.
- mit Eva Heibach: Psychosen. Göttingen 2017, ISBN 3-8017-2749-1.
- Kognitive Verhaltenstherapie der Schizophrenie. Ein individuenzentrierter Ansatz. Göttingen 2019, ISBN 3-8017-2956-7.
- mit Anya Pedersen, Kurt Hahlweg, Karl-Heinz Wiedl und Inga Frantz: Evidenzbasierte Leitlinie zur Psychotherapie von Schizophrenie und anderen psychotischen Störungen. Göttingen 2019, ISBN 3-8017-2883-8.